# Матьяш Сабо
Матьяш Сабо (угор. Matyas Szabo; нар. 19 серпня 1991 року, Дормаген, Північний Рейн-Вестфалія, Німеччина) — німецький фехтувальник на шпагах, чемпіон світу та Європи.

## Виступи на Олімпіадах
| Олімпіада           | Дисципліна          | Місце |
| ------------------- | ------------------- | ----- |
| Ріо-де-Жанейро 2016 | індивідуальна шабля | 8     |
| Токіо 2020          | індивідуальна шабля | 13    |
| Токіо 2020          | командна шабля      | 4     |
| Париж 2024          | індивідуальна шабля | 5     |